# Aphanotriccus
Genre
Aphanotriccus est un genre de passereaux de la famille des tyrannidés, vivant en Amérique, partageant avec d'autres genres le nom vernaculaire de moucherolle.

## Liste d'espèces
D'après la classification de référence du Congrès ornithologique international (ordre phylogénique) :
- Aphanotriccus capitalis (Salvin, 1865) – Moucherolle à poitrine fauve
- Aphanotriccus audax (Nelson, 1912) – Moucherolle à bec noir